# Družec
Družec (Duits: Druschetz) is een Tsjechische gemeente in de regio Midden-Bohemen en maakt deel uit van het district Kladno. Het dorp ligt op 7 km afstand van de stad Kladno.
Družec telt 1072 inwoners (2023).

## Geografie
Družec ligt in een golvend landschap aan de rand van de Křivoklátheuvels, op ongeveer 3 km afstand van het beschermd natuurgebied Křivoklátsko. De hoogte van het dorp varieert van 354,5 meter aan de zuidwestkant tot 445 meter op de Dojkaheuvel aan de zuidoostkant. Het gemeentehuis ligt op 373 meter hoogte.
De Loděnice (een zijrivier van de Berounka) stroomt door de gemeente. De Výskytarivier mondt aan de zuidwestkant van de gemeente uit in de Loděnice.
Aan de noordoostkant van het dorp, op de Veselovheuvel, staat een uitkijktoren.

## Geschiedenis
Er zijn prehistorische opgravingen in en rond Družec gedaan, waarbij onder meer een kruik, zilveren munten en scherven zijn gevonden. Hieruit blijkt dat Družec al in de prehistorie bewoond werd. De eerste vermelding van het dorp onder de huidige naam dateert echter van 1320.
Het grootste deel van Družec behoorde oorspronkelijk tot het kasteel van Křivoklát. Later werd het toegewezen aan de Kapel van Allerheiligen op de Praagse burcht. In 1466 werd het Křivoklátdeel van Družec door koning George van Podiebrad in onderpand gegeven aan de heren van Smečno. Dit eigendom werd in 1514 bevestigd door koning Wladislaus II van Hongarije.
Het andere deel van het dorp was in eerste instantie in handen van de heren van Braškov. In 1387 kreeg de heer Grinvald een deel van het dorp, waaronder de kerk, in handen. Hiermee verzekerde hij zijn bruidsschat aan zijn vrouw Škonec. Toen Škonec weduwe werd, verkocht ze haar deel van het dorp voor een bedrag van 300 kopeken aan Jan van Kladno, waarmee het dorp in handen kwam van de familie Kladno. In 1540 bezaten Zdeněk Kladenský van Kladno en zijn erfgenamen Žďárský van Žďár een hoeve met een taverne in Družec.
In 1634 werd het dorp grotendeels verbrand en verwoest. De familie van Žďárský van Žďár — inmiddels eigenaar van alle delen van het dorp — werd rond 1688 vermoord, waarna de zus van het laatste mannelijke lid van deze familie, Polyxena Ludmila, eigenaresse werd. Na haar overlijden erfde haar zoon Jaroslav Florián het dorp en in 1705 verkocht hij een deel van het dorp aan Karel Jáchym van Breda, heer van Tachlovice. In 1741 ging dit deel van Družec over naar de hertogen van Beieren, in 1805 naar de familie Habsburg en in 1847 naar de keizer. Na de afschaffing van het feodalisme in 1850 werden alle delen van het dorp herenigd. Družec werd bij de toen nieuwe gemeente Smíchov ingedeeld.
Sinds 1960 is Družec een zelfstandige gemeente binnen het Kladnodistrict.

## Religie
De parochie en pastorie werden voor het eerst genoemd in 1352 als Družec cum Žilina. Ook werd toen een parochieschool gebouwd. Tegelijkertijd werd de zusterkerk in het naburige Žilina gebouwd.

## Sport en voorzieningen
Er is een basisschool in Družec. Verder beschikt het dorp over een eigen voetbalteam genaamd Sokol Družec.

## Bezienswaardigheden

### Maria-Hemelvaartkerk

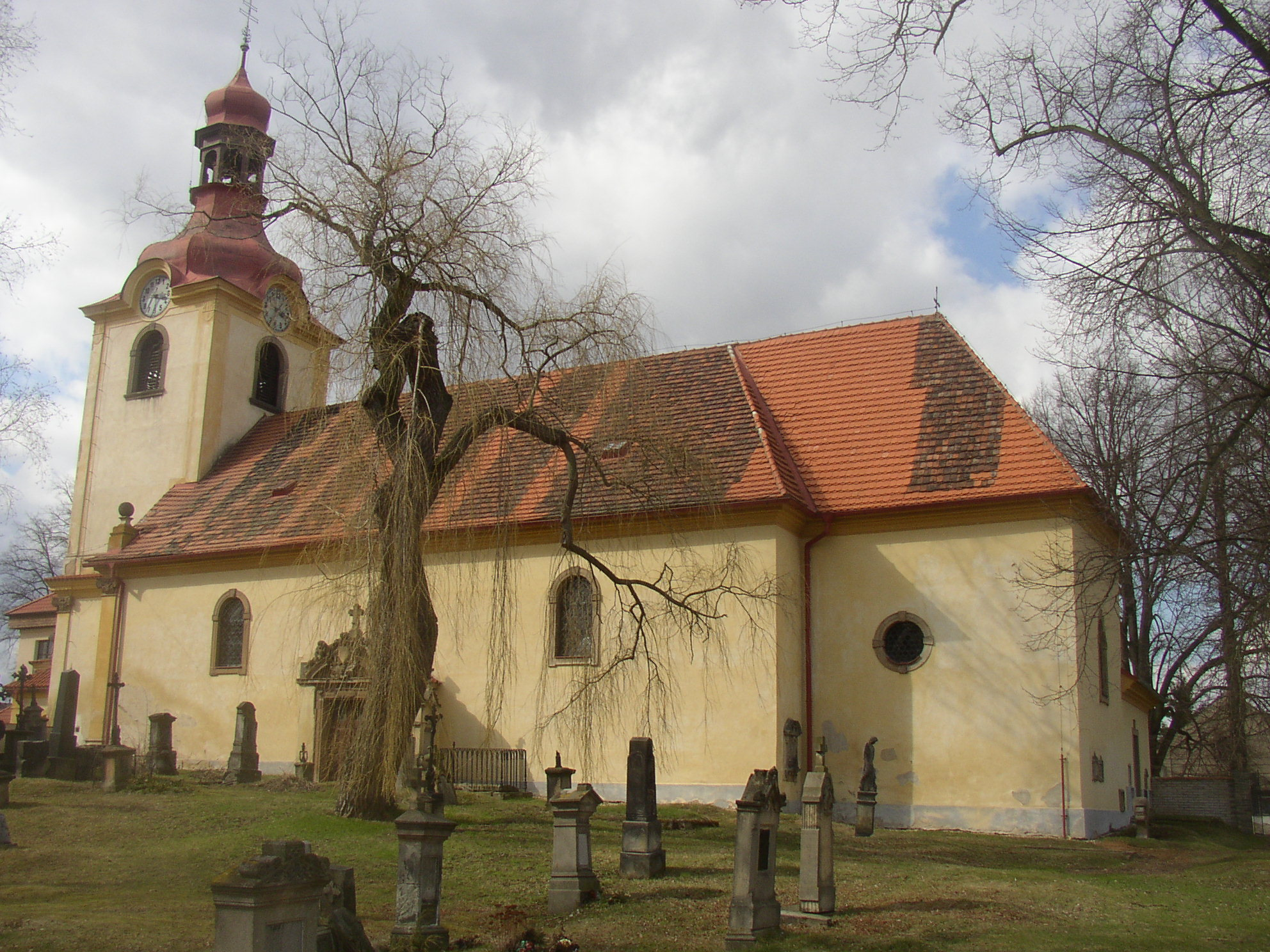
Maria-Hemelvaartkerk

Een van de belangrijkste monumenten in Družec is de Maria-Hemelvaartkerk, een van oorsprong gotisch gebouw uit de eerste helft van de 14e eeuw. In 1634 werd de kerk — samen met de rest van het dorp — deels verwoest. In 1688 werd de kerk herbouwd, waarbij het gebouw werd vergroot en een barokken uitstraling kreeg.
De belangrijkste bedevaart vindt nog steeds jaarlijks plaats op de eerste zondag na 2 juli.

### Versteende man

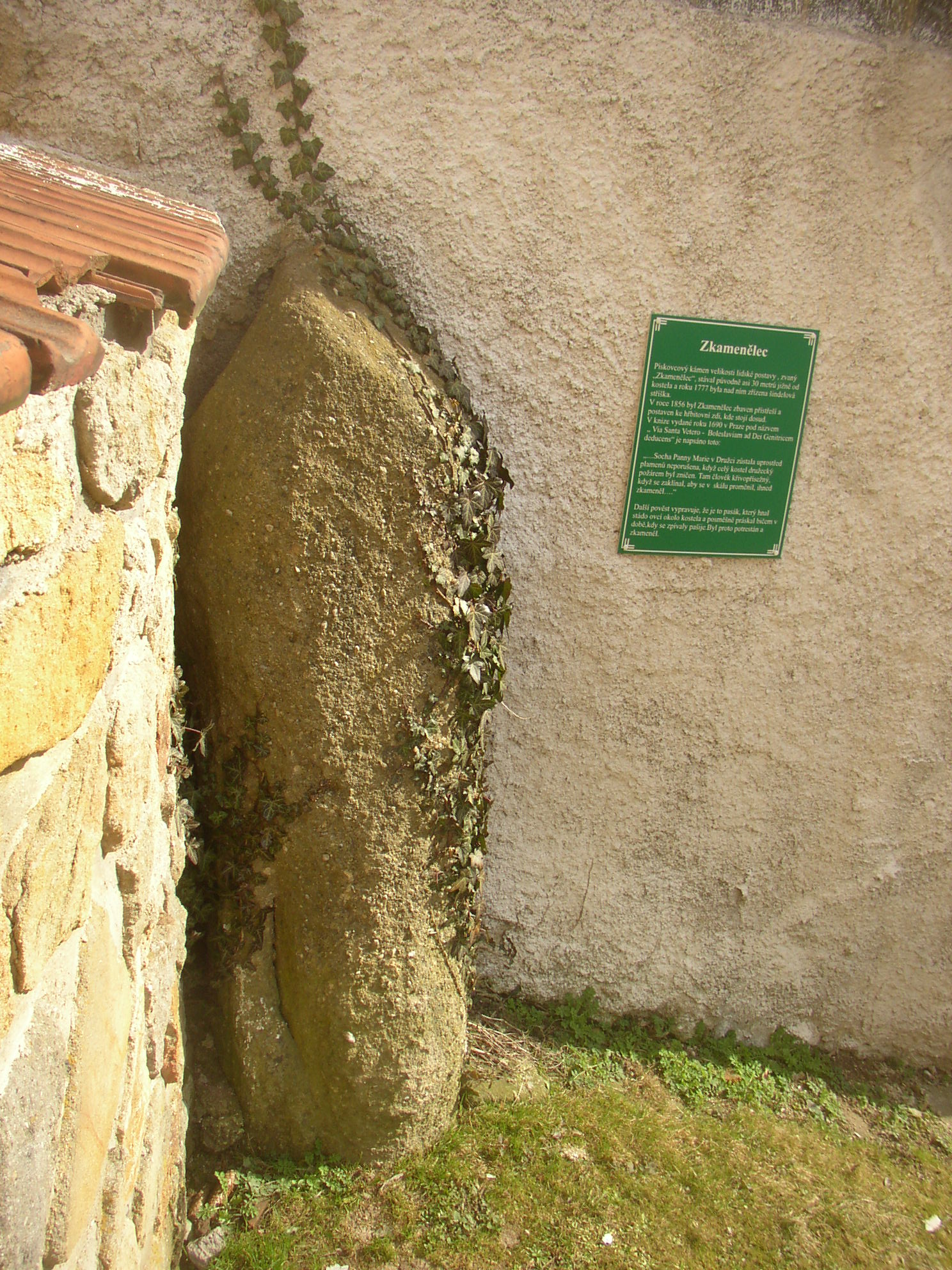
Versteende man

Naast de kerk ligt een zandsteen die de naam Versteende man draagt. De steen maakt deel uit van een volksverhaal over een versteende zondaar. De datering van de steen is onbekend, maar volgens enkele archeologen gaat het mogelijk om een prehistorische menhir. De steen is 1,8 meter hoog en weegt 0,8 ton. Geologen hebben vastgesteld dat de steen oorspronkelijk uit de buurt van Kamenné Žehrovice afkomstig is. In eerste instantie stond de steen voor de kerk. In 1777 werd er een afdakje overheen gebouwd. In 1856 werd de versteende man verplaatst naar zijn huidige locatie naast de kerk.

### Overig
Op het dorpsplein staat een zandstenen Mariazuil met Mariabeeld, opgetuigd in 1674. De zuil is vervaardigd door Jiří Gran uit het naburige Doksy.
Niet ver buiten het dorp, op het kruispunt van enkele boswegen, hangt een Mariabeeltenis. Op initiatief van de lokale familie Matějko is de beeltenis in 2014-2015 gerestaureerd. In mei 2015 werd de beeltenis opnieuw ingewijd door Jaroslav Ptáček, toenmalig pastoor van Unhošť.
Op 12 november 2022 werd in het dorp een nieuw zandstenen beeld van Johannes de Doper onthuld. Het oorspronkelijke beeld uit het midden van de 18e eeuw stond al jaren op de plaatselijke begraafplaats, maar was in verval geraakt. De gemeenteraad besloot daarom een volledig nieuw beeld te laten maken door beeldhouwer Jan Brabec. Tijdens de onthullingsceremonie werd het beeld gezegend door Gabriel Rijad Mulamuhič, pastoor van Unhošť.

## Verkeer en vervoer

### Autowegen
Er leiden verschillende regionale wegen naar het dorp. De snelweg D6 passeert het dorp. De dichtstbijzijnde snelwegafslag is 16 (Velká Dobrá), op 3 km afstand van het dorp.

### Spoorlijnen
Er is geen spoorlijn of station in het dorp. Het dichtstbijzijnde station is Kamenné Žehrovice op 4,5 km afstand. Dat station ligt aan spoorlijn 120 Praag - Lužná - Kladno - Chomutov/Rakovník.

### Buslijnen
Er zijn vijf bushaltes in het dorp, waar sinds december 2019 twee buslijnen met een regelmatige dienstregeling halteren:
- Lijn 386 Kladno - Družec - Bratronice - Unhošť - Hostivice - Praag;
- Lijn 629 Kladno - Doksy - Družec (in het weekend van/naar Bratronice).

## Geboren in
- Jiří Družecký (mogelijk) (7 april 1745), componist, kapelmeester, hoboïst en paukenist

## Galerij

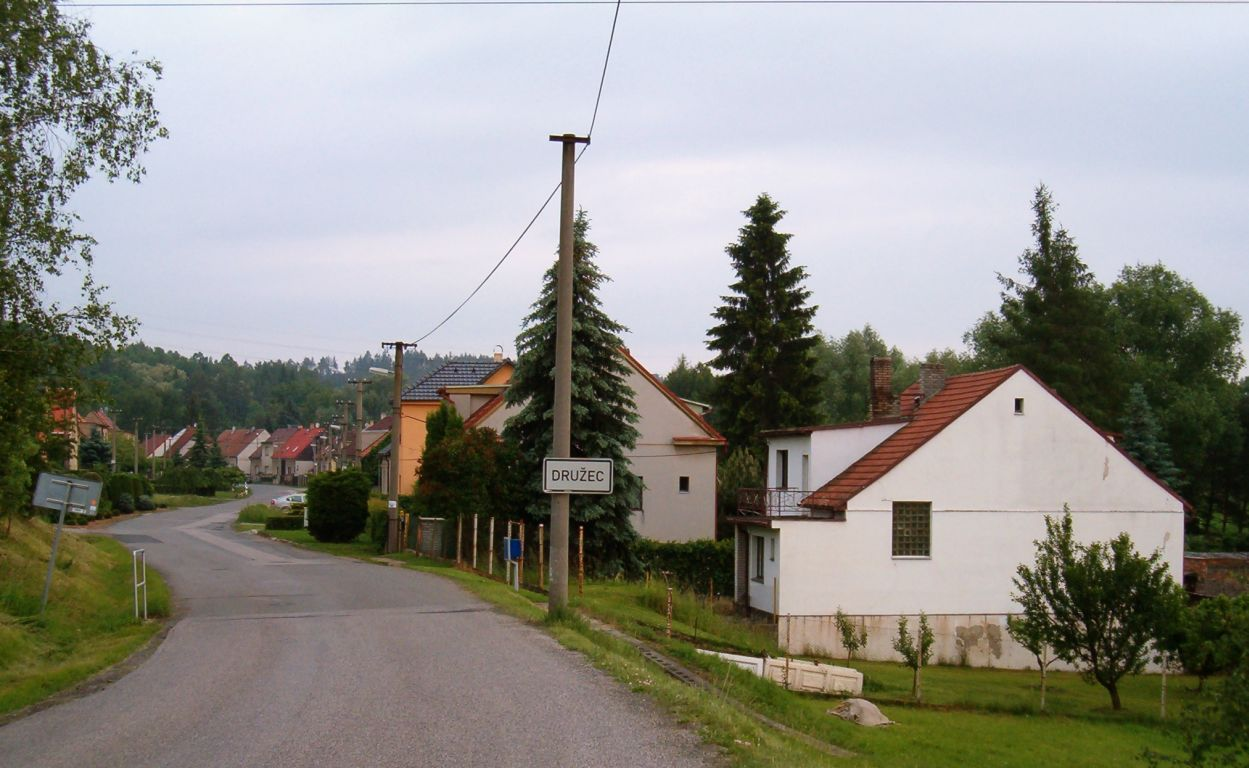
Weg uit Doksy
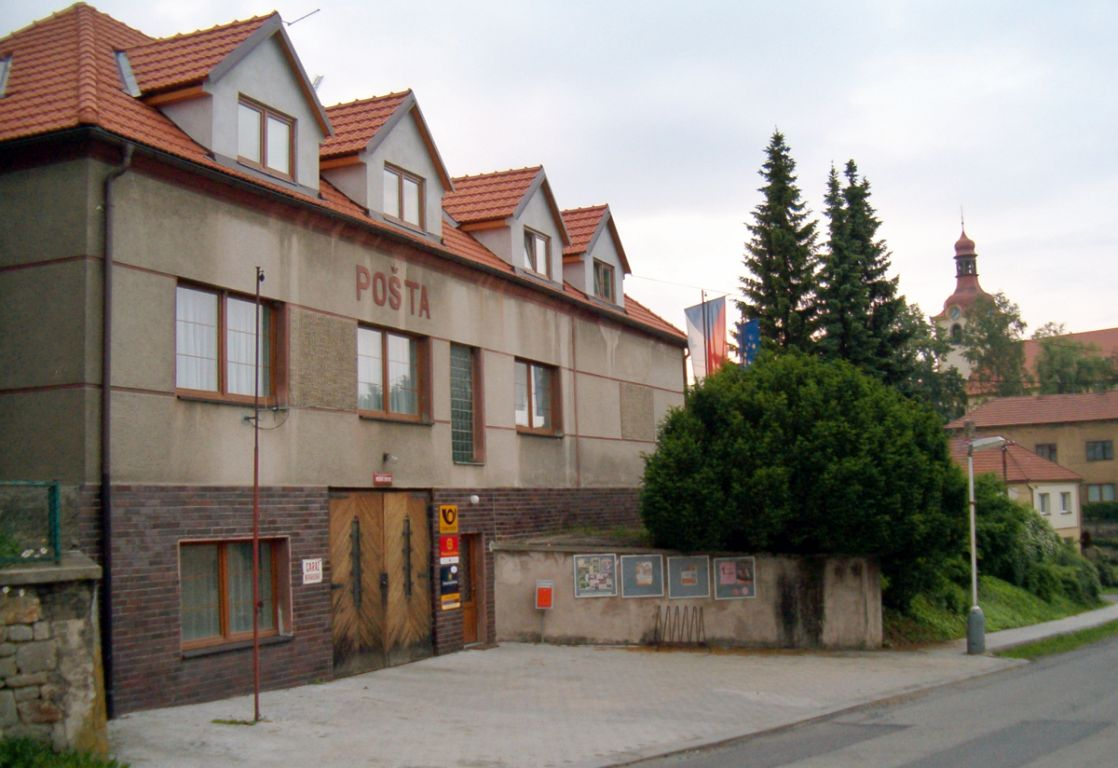
Postkantoor met kerk op de achtergrond
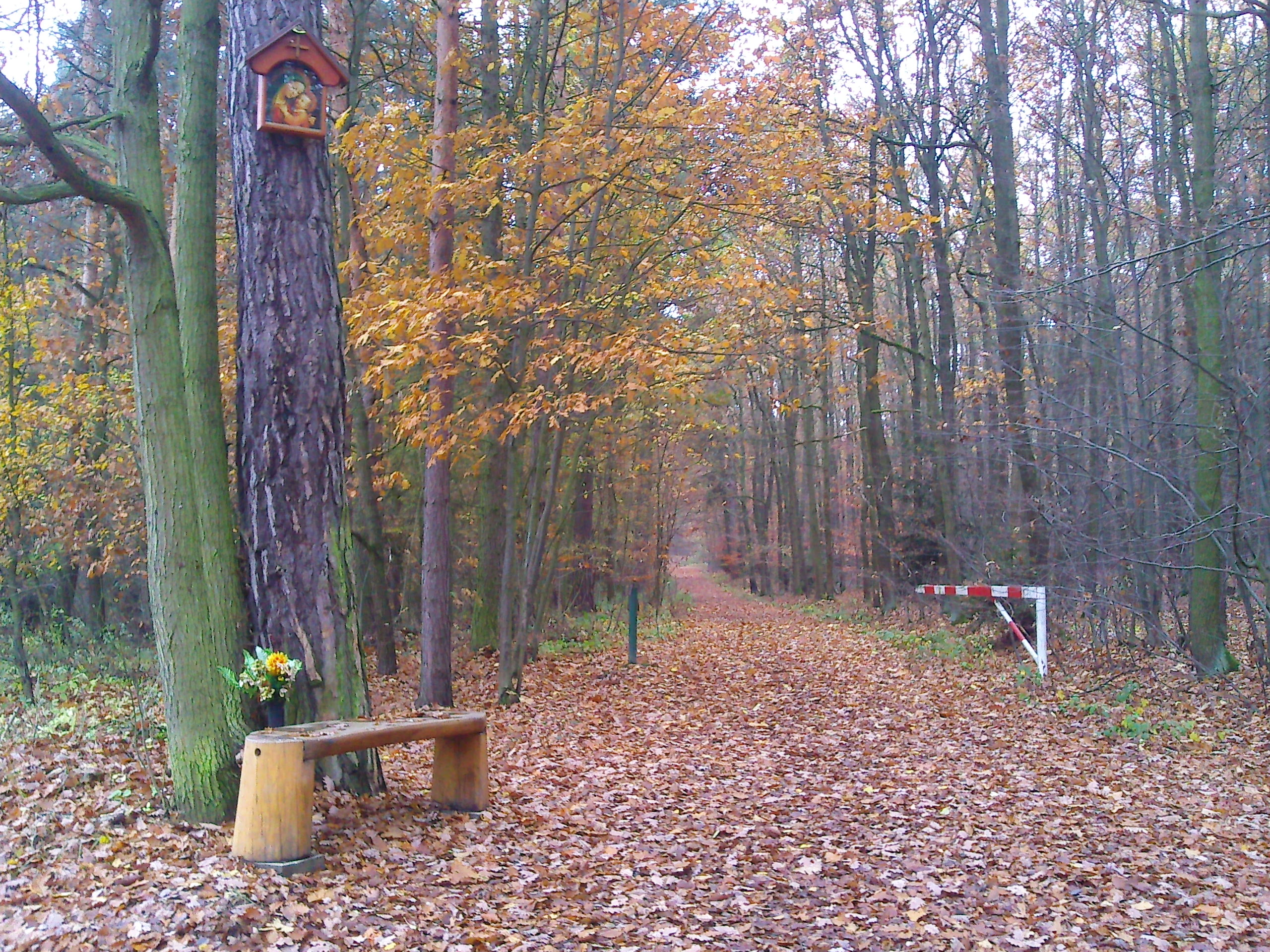
Beeltenis van de Maagd Maria
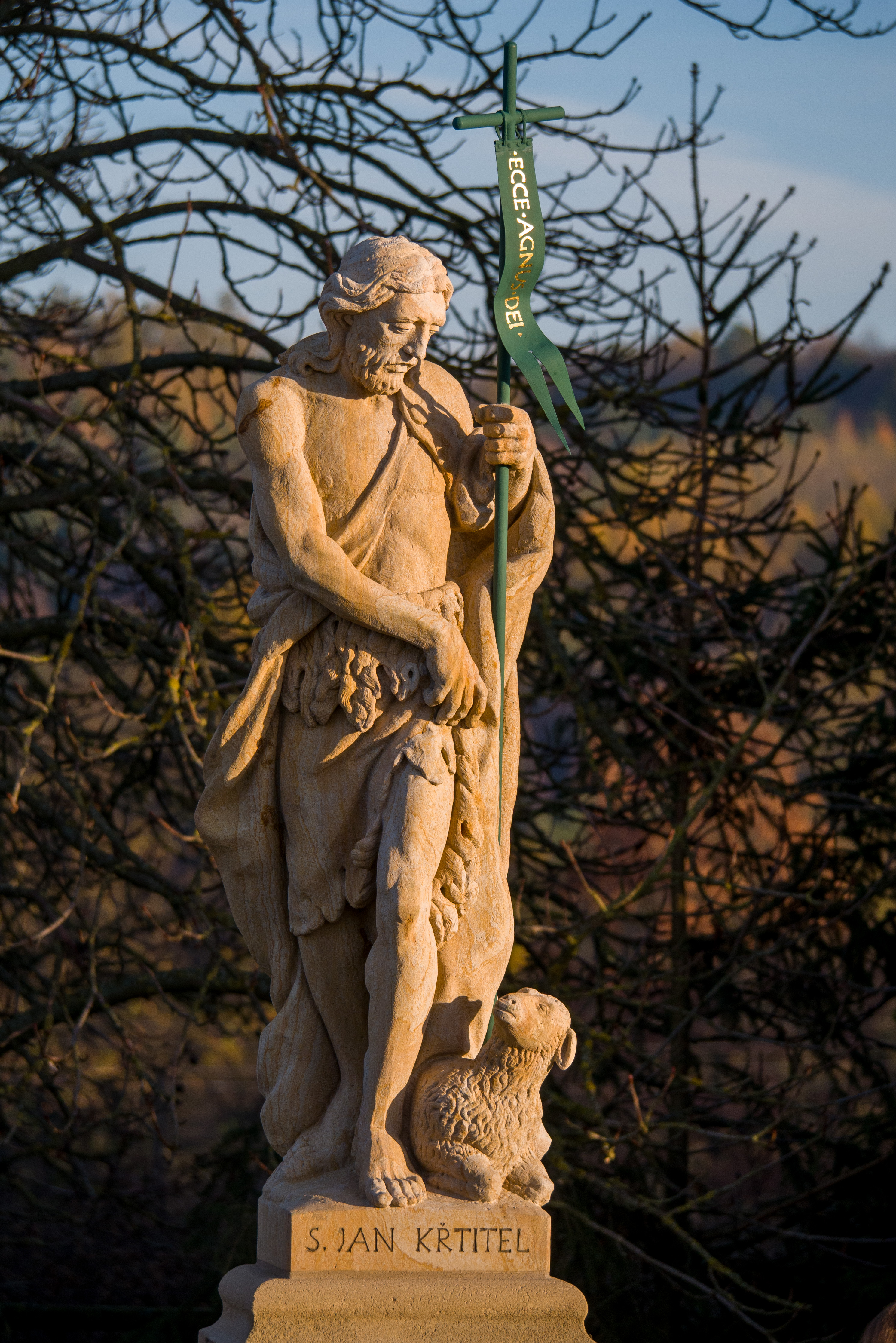
Standbeeld van Johannes de Doper
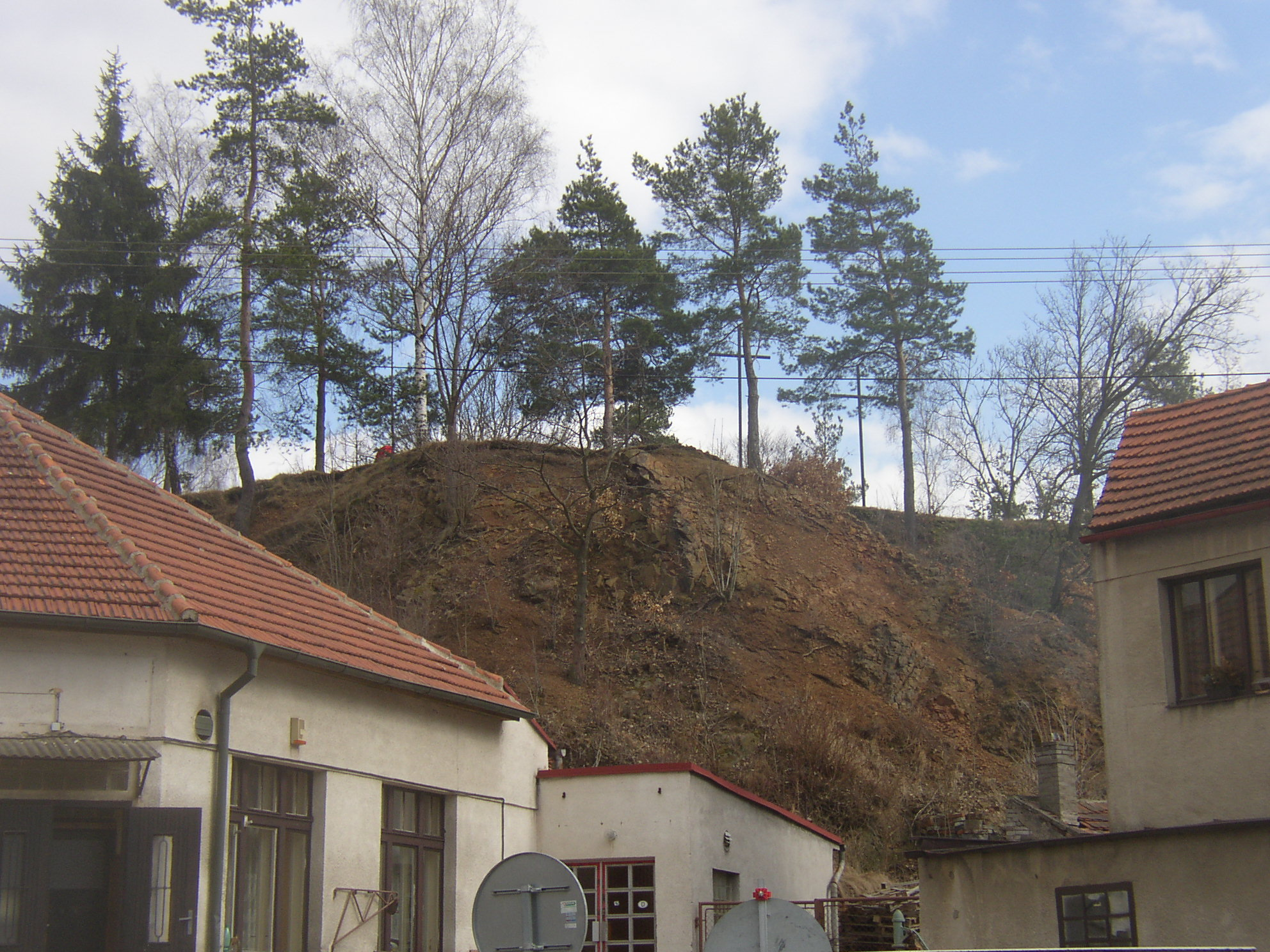
Calvarieberg in het dorp